# Eishockey in Zeltweg
Eishockey wird in Zeltweg (Steiermark) seit 1950 organisiert gespielt. Dafür wurde der EV Zeltweg gegründet, der zunächst auf regionaler Ebene aktiv war. Später spielte der EVZ in der National- und Bundesliga. 2010 ging der Verein in die Insolvenz. Daraufhin gründete sich der EV Zeltweg 2010, der vor allem Nachwuchsarbeit betreibt. Seit Juni 2015, nachdem der Vorstand des EV Zeltweg 2010 zurückgetreten war, hat der neue Vorstand den Vereinsnamen und das Logo geändert. Der neue Name lautet seit damals EV Zeltweg Murtal Lions.

## EV Zeltweg

### Geschichte
Der Verein entwickelte sich aus einer lokalen Eislauf- und Eiskunstlaufgruppe und absolvierte Ende der 1950er Jahre seine ersten Spiele. Das erste Meisterschaftsspiel fand 1962 in der 1. Klasse der Steiermark statt. Bis 1973 spielte der Verein, der nur über eine Natureisbahn verfügte, vorwiegend mit wechselndem Erfolg in Landes- und Regionalligen. Zwischen 1973 und 1976 war aufgrund der milden Winter kein regulärer Spielbetrieb auf der Natureisbahn möglich, was letztendlich zum Bau der Aichfeldhalle führte, die noch heute die Spielstätte der Zeltweger ist. 1976 nahm der Verein unter dem Namen EV Zeltweg wieder den Spielbetrieb auf, spielte zunächst in der Oberliga und stieg dann in die Nationalliga auf.
In den folgenden Jahren spielten die Zeltweger je nach sportlichem Erfolg in Regional- oder Nationalliga. 1994/95 und 1995/96 folgten zwei Spielzeiten in der Bundesliga, in der Saison 2000/01 nahm die Mannschaft in der aus National- und Bundesliga fusionierten Bundesliga teil, stieg dann aber wieder in die Nationalliga ab. Dort spielte der EV Zeltweg bis 2009, als der Verein und der Österreichische Eishockeyverband Unstimmigkeiten hatten. Daraufhin zog der EVZ die Meldung für die Nationalliga zurück und spielt die Saison 2009/10 in der dritthöchsten Spielklasse Österreichs, der Oberliga. Am 25. Mai 2010 reichte der Verein am Landesgericht Leoben einen Konkursantrag ein, da der Verein wegen einer Finanzaffäre zwischen 1 und 2 Millionen Euro Schulden hat.

### Bekannte ehemalige Spieler
- Johann Schilcher (1983–1986 Grazer SV)
- Manfred Schuller (1983–1985 Grazer SV)
- Mario Schaden (1990–2007 EC KAC)
- Igor Liba
- Fritz Ganster (1989–2003 VEU Feldkirch)
- Michael Pollross (2001–2007 Graz99ers)
- Michael Schiechl (2009–2012 RB Salzburg, seit 2012–2016 Vienna Capitals, seit 2016 RB Salzburg)
- Manuel Geier (seit 2008 EC KAC)
- Stefan Geier (seit 2008 EC KAC)

## EV Zeltweg 2010
Am 14. Juli 2010 wurde ein Nachfolgeverein unter dem Namen „Eishockey Verein Zeltweg 2010“ gegründet, der zwar eine Kampfmannschaft in der Steirischen Eliteliga stellte, aber hauptsächlich Jugendarbeit betrieb. Mit dem Gewinn des Meistertitels in der Steirischen Eliteliga 2014/15  erreichte der Club einen ersten Höhepunkt.
Seit dem 2. Juni 2015 nennt sich der Verein EV Zeltweg Murtal Lions. Weiters wurde das Logo überarbeitet und die Vereinsfarben rot-schwarz-weiß stärker eingebracht. Die erste Mannschaft startete in der Saison 2015/16 in der Steirischen Eliteliga, die zweite Mannschaft in der Steirischen Landesliga und das U18-Team in der Kärntner U18-Liga. In den beiden Steirischen Meisterschaften konnte der EV Zeltweg Murtal Lions jeweils den Vize-Meistertitel erreichen und in der U18 scheiterte man knapp am Finaleinzug.
In der Saison 2016/17 spielte der EV Zeltweg Murtal Lions wieder in der Steirischen Eliteliga und Landesliga. Seit 2021 gehört der EVZ der drittklassigen Ö Eishockey Liga an.

## Spielstätte
Die Aichfeldhalle ist die Heimspielstätte des EV Zeltweg 2010. Die 1976 errichtete Eissporthalle bietet 2.400 Besuchern Platz.